# Ksuisi
Ksuisi (en georgiano: ქსუისი; en ruso: Ксуиси) o Ksuis (en osetio: Ксуис) fue un pueblo que pertenece a la parcialmente reconocida República de Osetia del Sur, parte del distrito de Tsjinval, aunque de iure pertenece al municipio de Eredvi de la región de Iberia Interior de Georgia.

## Geografía
Ksuisi no está lejos de la frontera entre Osetia del Sur y Georgia, a 13 kilómetros de Tsjinvali. 

## Historia
Ksuisi fue una de las cuatro grandes aldeas que formaron un “enclave georgiano” en la autovía transcaucásico. Durante el conflicto georgiano-osetio, durante el asedio de Tsjinvali, la población osetia (más del 40%) de estas aldeas fue expulsada, mientras que al comienzo mismo del conflicto, las poblaciones georgiana y judía fueron expulsadas de los enclaves osetios y de Tsjinvali. Durante la guerra de Osetia del Sur de 1991-1992, los georgianos lograron controlar el pueblo.
Después de la guerra ruso-georgiana en agosto de 2008, la aldea quedó bajo el control de la República de Osetia del Sur.

## Demografía
La evolución demográfica de Ksuisi entre 1916 y 2015 fue la siguiente:
| 239                                                      | 249 | 318 | 388 | 519 | 1220 | 564 | 445 | 83 |
| (Fuente: Population of South Ossetia since Soviet times) |     |     |     |     |      |     |     |    |

Según el censo soviético de 1959, la mayoría de la población local eran osetios. En los distintos censos, la composición étnica del pueblo era la siguiente:
|              | 1916      | 1916       | 1989      | 1989       | 2002      | 2002       |
| Grupo étnico | Población | Porcentaje | Población | Porcentaje | Población | Porcentaje |
| ------------ | --------- | ---------- | --------- | ---------- | --------- | ---------- |
| Georgianos   | 239       | 100%       | 318       | 57%        | 414       | 93%        |
| Osetios      | 0         | 0%         | 246       | 43%        | 31        | 7%         |
| Total        | 239       | 100%       | 564       | 100%       | 445       | 100%       |

## Infraestrucctura

### Transporte
Por Ksuisi pasa la autovía transcaucásica, que une Gori y Osetia del Norte-Alania.